# D6 (hunebed)
Hunebed D6 ligt ten oosten van het dorp Tynaarlo in de Nederlandse provincie Drenthe. Het hunebed is nooit gerestaureerd.
Het hunebed ligt even ten oosten van de spoorlijn tussen Assen en Groningen, maar is vanwege de bebossing niet, zoals het hunebed bij Loon, vanuit de trein te zien. Omwonenden zorgen samen met Staatsbosbeheer voor het onderhoud.

## Bouw
D6 is gebouwd tussen 3400 en 3100 v.Chr. en wordt toegeschreven aan de trechterbekercultuur.
Het is een vrij klein, maar wel compleet hunebed met drie dekstenen, zes draagstenen en twee sluitstenen. De dekstenen liggen nog op hun originele plek. Het hunebed is 5,5 meter lang en 3,1 meter breed.
De archeoloog Albert van Giffen rekende dit exemplaar tot de vier in uitnemende staat verkerende hunebedden. Er zouden in deze omgeving, aldus van Giffen, nog vier hunebedden hebben gestaan. Ten oosten van D6 lag D6a.
Er is geen poort, maar wel een opening of ingang op het zuiden.

## Geschiedenis
In 1822 schreef Nicolaas Westendorp dat dit hunebed van allen het best bewaard is.
De staat der Nederlanden heeft in 1880 het hunebed gekocht van de markgenoten van Tynaarlo. Van Giffen trof geen dekheuvel aan.
Bij bodemonderzoek werden vuurstenen, bijlen, pijlpunten, potscherven en kralen van barnsteen gevonden.
In 2011 is het hunebed onderzocht, conclusie is dat er vooral gebruik gemaakt is van roze granieten.

## Society of Antiquaries[10]
In Engeland ontstond in de jaren zeventig van de 19e eeuw bezorgdheid over de wijze waarop in Nederland hunebedden werden gerestaureerd. In die kringen was men vooral bezorgd dat met de restauraties het oorspronkelijk beeld van de situatie verloren zou gaan. De directeur van de Society of Antiquaries in Londen verzocht de oudheidkundigen William Collings Lukis en sir Henry Dryden om de staat waarin de hunebedden zich op dat moment bevonden nauwkeurig vast te leggen. Zij bezochten in juli 1878 Drenthe en brachten veertig hunebedden op de Hondsrug in kaart. Ze hebben opmetingen verricht en beschreven de aangetroffen situatie, die zij tevens vastlegden in een serie aquarellen. Hun rapportage aan de Society of Antiquaries verscheen echter niet in druk. Hun materiaal werd bewaard bij de Society of Antiquaries, het Guernsey Museum & Art Gallery en het Drents Museum. Het Ashmolean Museum in Oxford bezit kopieën van hun werk. In 2015 publiceerde de Drentse archeoloog dr. Wijnand van der Sanden alsnog hun werk. Hij voorzag hun materiaal van een uitgebreide inleiding. Ook schetste hij de ontwikkelingen met betrekking tot het archeologisch onderzoek van de hunebedden na hun onderzoek tot 2015. Hij gaf als oordeel dat het werk van Lukis en Dryden van hoge kwaliteit was. In het Drents Museum was in 2015 een tentoonstelling over het werk.
Hunebed D6 is weergegeven op Plan II: Lukis en Dryden bezochten het hunebed op 3 juli 1878. Het hunebed was eigendom van de markgenoten van Tynaarlo. Het hunebed had acht draagstenen en drie dekstenen. Alle stenen waren nog op de oorspronkelijke plaats. Er waren overblijfselen van de dekheuvel, deze had een diameter van 25 meter. De aarde was recent verwijderd. Lukis vond fragmenten van urnen met ornamenten in de grafkelder. Hij kreeg ook twee halzen van flessen van klei, deze werden aan de west- en oostkant van het hunebed gevonden door de heer Textor die werkzaam was op het treinstation. Deze objecten werden aan het Drents Museum in Assen geschonken.

## Afbeeldingen

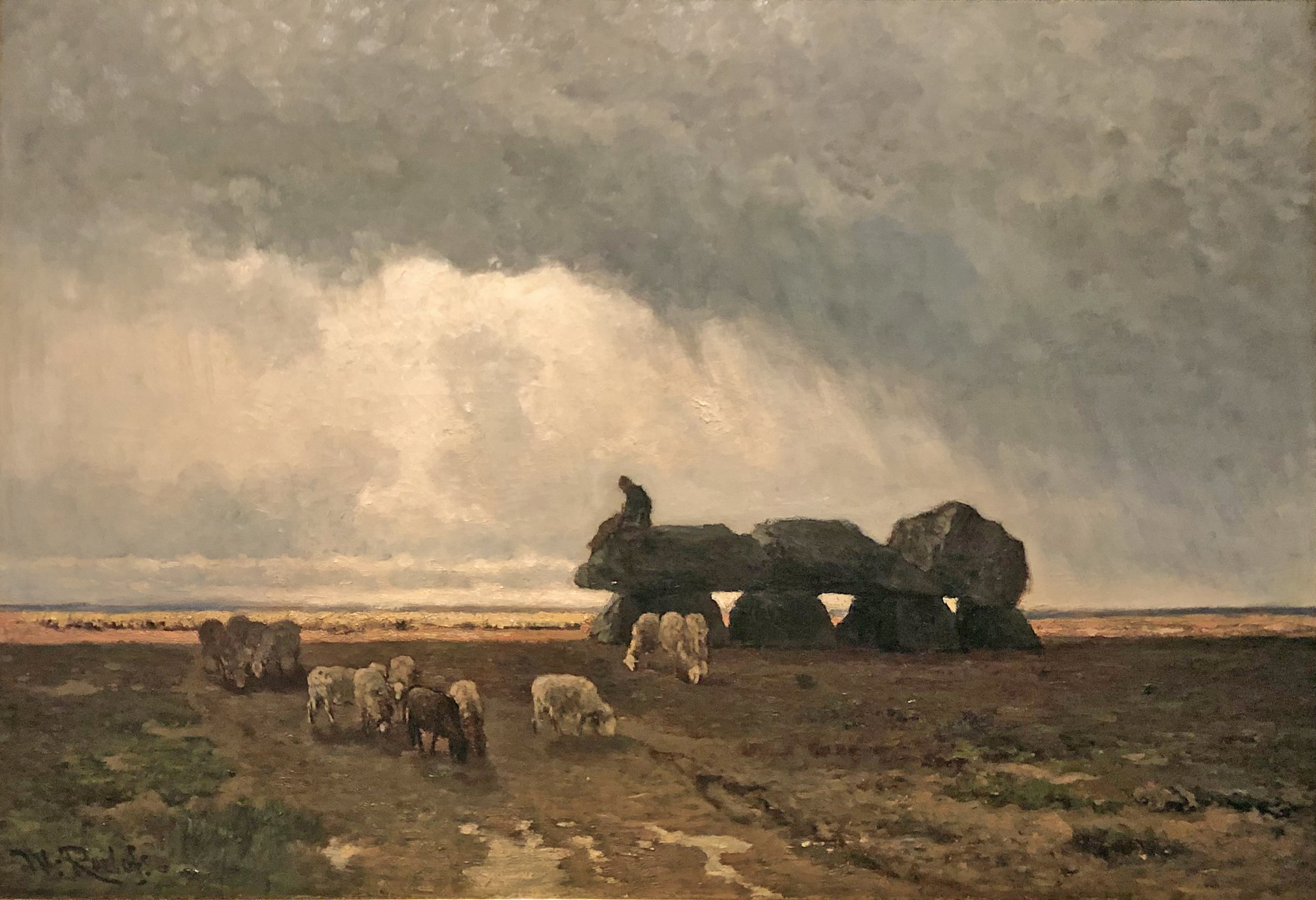
Het hunebed van Tynaarlo door Willem Roelofs, 1861

- In 1861 heeft de schilder Willem Roelofs een schilderij van dit hunebed vervaardigd. In vergelijking met de huidige situatie is de grote leegte rondom het hunebed opvallend.[14]
- De schilder en tekenaar Bernardus Bueninck vervaardigde in opdracht van J.B. Wolters Uitgeversmij te Groningen een serie wandplaten, waaronder één getiteld De heide met hunebed bij Tinaarlo.[15]
- In 1845 werd het ongeschonden hunebed ook beschreven en er werd een model van gemaakt.[16]